# Tag des Bodens

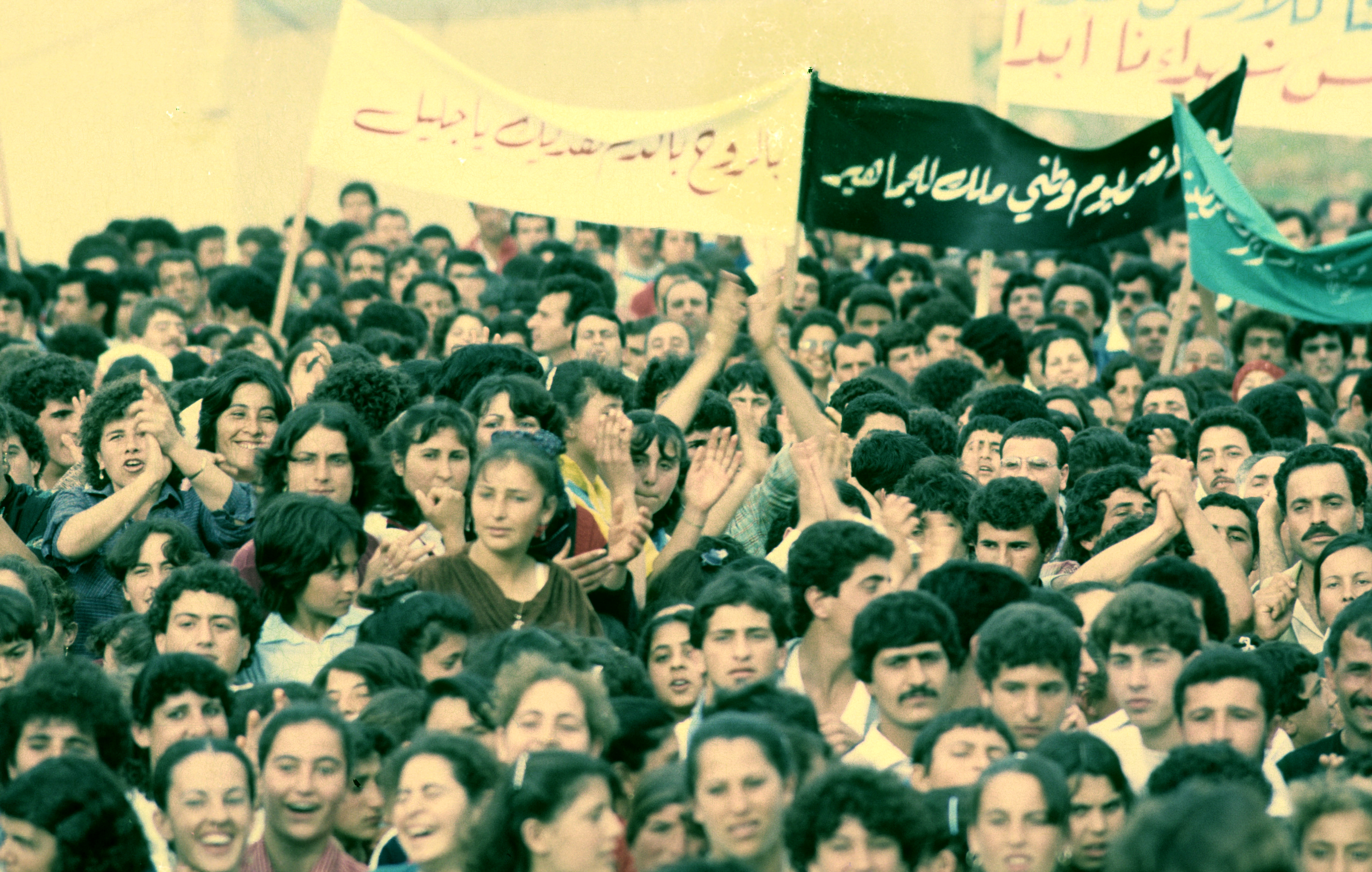
„Tag des Bodens“-Demonstration in Sachnin, Israel 1988

Der Tag des Bodens (arabisch يوم الأرض, DMG yaum al-arḍ; hebräisch יוֹם הַאֲדָמָה jom ha-adama) ist ein jährlicher Gedenk- und Protesttag am 30. März, der an die Landbeschlagnahmungen palästinensischer Bürger Israels im Jahr 1976 in Galiläa erinnert, die vom Staat Israel als Enteignungen bezeichnet wurden. Er wird international sowie von Palästinensern in Israel, den besetzten Gebieten und der Diaspora begangen.

## Entstehung

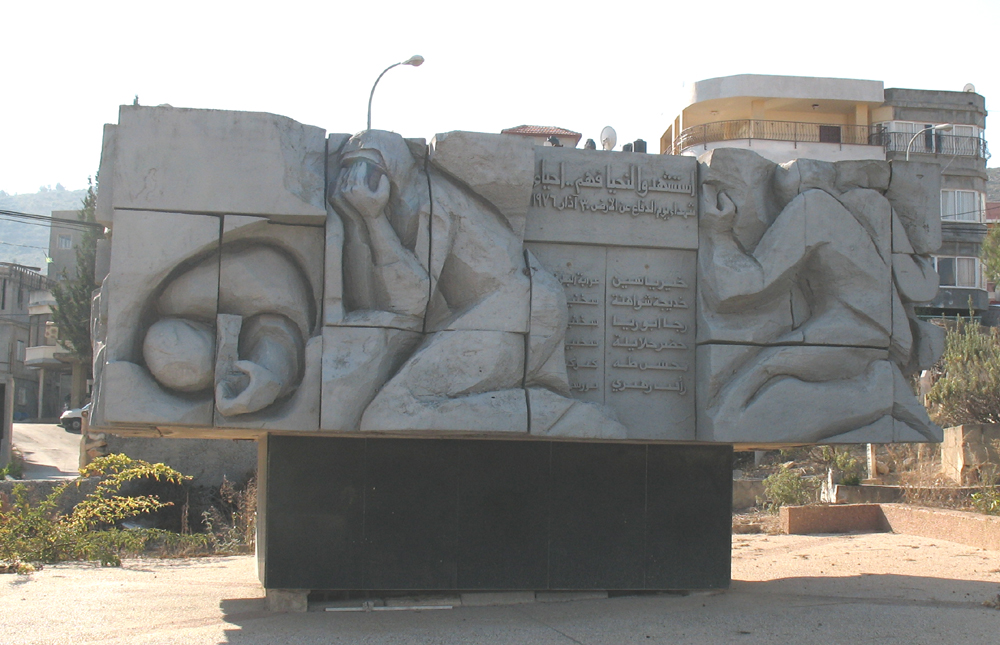
Tag des Bodens-Denkmals, Sachnin, Israel. Künstler Abed Abdi und Gershon Knispel, 1978

Im März 1976 enteignete die israelische Regierung 21.000 Hektar Land arabischer Israelis. Gemäß der offiziellen israelischen Darstellung sind Enteignungen in Israel nur in bestimmten rechtlich geregelten Ausnahmefällen möglich. Der enteignete Besitz in Galiläa sollte vor allem Nachbargemeinden zur Entwicklung und für Industrieprojekte zur Verfügung gestellt werden und die Situation der Region ändern. Proteste gegen die Enteignung wurden verboten, und die israelischen Behörden erließen für die betroffenen Gemeinden eine Ausgangssperre ab 29. März, 17 Uhr. Als Antwort riefen arabisch-israelische Politiker, darunter der Bürgermeister der Stadt Nazareth, zum Generalstreik und Demonstrationen auf, und Palästinenser in anderen Ländern solidarisierten sich.
Der Generalstreik fand am 30. März statt und nach einem bis damals noch nicht da gewesenen Polizeieinsatz mit 4000 Mann endete der Tag mit 6 toten und 100 verletzten arabischen Israelis, deren manche für sich reklamieren Palästinenser zu sein. Über den genauen Auslöser und die Verantwortung für die gewalttätigen Auseinandersetzungen gibt es bis heute unterschiedliche Ansichten. Seitdem wird der Tag mit Demonstrationen der palästinensischen Bevölkerung begangen, auch in den Palästinensischen Autonomiegebieten gibt es Kundgebungen.

## Zwischenfälle
Immer wieder kam es an diesem Tag zu gewalttätigen Konfrontationen mit Toten und Verletzten; das Westjordanland war öfter zu diesem Datum abgeriegelt. Mittlerweile finden auch in palästinensischen Auslandsgemeinden in Europa Veranstaltungen statt. Zudem gibt es seit 2011 Aktionen, bei denen ausländische propalästinensische Aktivisten versuchen, in Massen nach Israel zu reisen, um dort an illegalen Protestveranstaltungen teilzunehmen.

### 2011
2011 wurden an diesem Tag 300 Personen bereits vor dem Abflug nach Israel abgewiesen und 140 bei der Ankunft festgehalten und zurückgeschickt. Für das Fly-in 2012 umfasste die Liste der Personen mit Einreiseverbot 1.200 Namen. Da viele Fluglinien diese Liste berücksichtigen, wurden nur mehr 43 am Flughafen Tel Aviv abgefangen, sehr wenige kamen zum Veranstaltungsort Bethlehem in der Westbank.

### 2012
2012 wurde die Einreisefreiheit der Bewohner des Westjordanlandes nach Israel beschränkt, indem das Gebiet abgeriegelt wurde. Von diesem Einreiseverbot waren Israelis ausgenommen. Im Gazastreifen wurde ein Mann, der illegal die Grenze nach Israel überwinden wollte, getötet und 39 weitere wurden verletzt. Am Checkpoint Qalandia demonstrierten Steine werfende Palästinenser und die israelische Armee verletzte mit Gummigeschossen 39 von ihnen.

### 2018
2018 hätten an diesem Tag militante Palästinenser brennende Reifen in Richtung der israelischen Soldaten gerollt, Brandflaschen sowie Steine geworfen, teilten die Israelischen Verteidigungsstreitkräfte mit. Augenzeugen berichteten, dass Hunderte Palästinenser den Grenzzaun nach Israel durchtrennt hätten und auf israelisches Gebiet vorgedrungen seien. Israelische Soldaten hätten versucht, sie unter Einsatz von Tränengas zurückzudrängen. Terroristen hätten Schüsse auf israelische Soldaten abgefeuert und die Israelischen Verteidigungsstreitkräfte reagierten auf den Angriff und beschossen eine nahe gelegene Stellung der Hamas.
Einige Protestteilnehmer hatten sich Warnungen von Seiten Israels widersetzt. Darüber, dass die israelische Armee Schießbefehl zur Sicherung der staatlichen Souveränität hatte, war die Bevölkerung von Gaza seit Tagen über soziale Netzwerke, Flugblätter und Medienmitteilungen in Kenntnis gesetzt worden. Unter anderem hatte der israelische Verteidigungsminister Avigdor Lieberman über Twitter eindringlich aufgefordert, sich vom Sicherheitszaun der Grenze zwischen Gaza und Israel fernzuhalten: „Wer sich dem Zaun nähert, begibt sich in Gefahr.“ Laut Angaben der den Gazastreifen verwaltenden Terrororganisation Hamas seien etwa 750 Menschen verletzt worden, die meisten durch Tränengas.
Nach israelischen Angaben habe die Hamas unter anderem ein siebenjähriges Mädchen über den Sicherheitszaun nach Israel geschickt. Das Mädchen sei über den Grenzzaun geklettert, woraufhin israelische Soldaten sie aufgriffen und sicher zu ihren Eltern zurückbrachten.
Laut palästinensischen Angaben seien mindestens 17 Palästinenser an der Grenze zu Israel beim sogenannten „Marsch der Rückkehr“ getötet worden. Schon am Abend des 31. März gab das Außenministerium des Staates Israels (MFA) bekannt, „… dass bis jetzt 10 der Getöteten während der Unruhen am Sicherheitszaun zwischen dem Gaza-Streifen und Israel bekannte und aktive Mitglieder von Terrororganisationen waren“. Folgende männliche Mitglieder von Terrororganisationen wurden namentlich genannt: Masab Salul (23), Sari Abu Odeh (28), Jihad Farina (35), Ahmad Odeh (19), Hamdan Abu Amseh (25), Mahmoud Rahmi (33), Muhammad Abu Amru (27), A‘Fatah Nabi (20), Ibrahim Abu Sha’er (29), Jihad Zuhair Salman Abu Gammus (30).
Die Hamas verkündete nach dem Vorfall einen Generalstreik, Palästinenserpräsident Mahmud Abbas ordnete einen Tag der Trauer an. Ägypten, Jordanien und die Arabische Liga verurteilten Israels Vorgehen. Der Sicherheitsrat der Vereinten Nationen hielt in der folgenden Nacht auf Antrag Kuwaits eine Sondersitzung ab. UN-Generalsekretär António Guterres forderte „unabhängige, transparente Ermittlungen“.
Armeesprecher Brigadegeneral Ronen Manelis erklärte am darauffolgenden Tag: „Was wir gestern sahen, war kein Protest, sondern ein organisierter Terrorangriff, der vom militärischen Arm der Hamas und anderen Terrororganisationen sorgfältig vorbereitet wurde.“ Es sei kein Zufall, dass die Todesopfer allesamt Männer im Alter zwischen 18 und 40 Jahren waren. „Wir kennen sie alle beim Namen und wissen auch genau, zu welchen Terrororganisationen sie gehörten. Wer am Freitag starb, war direkt an terroristischen Aktivitäten beteiligt. [...] Die Hamas nutzt das eigene Volk zynisch aus, weil sie der Welt Bilder von unschuldigen Opfern präsentieren will“, sagte Manelis. Er kündigte an: „Wir werden es der Hamas nicht ermöglichen, täglich Grenzzwischenfälle zu provozieren, auf die wir dann notgedrungen mit beschränkten Mitteln reagieren (..)“.